# Cerkiew św. Aleksandra Newskiego w Lipawie
Cerkiew św. Aleksandra Newskiego – prawosławna cerkiew w Lipawie, przy ulicy Uliha, w dekanacie lipawskim eparchii ryskiej Łotewskiego Kościoła Prawosławnego.

## Historia
Cerkiew została wzniesiona na potrzeby stacjonującego w Lipawie 178 wendeńskiego pułku piechoty. Jej budowa rozpoczęła się w 1894 r., natomiast 3 marca 1896 r. gotowy obiekt sakralny został poświęcony. Łączny koszt budowy świątyni zamknął się w kwocie 7713 rubli 66 kopiejek. Przez pierwsze piętnaście lat istnienia była to cerkiew wojskowa, następnie utworzono przy niej parafię cywilną. Gdy podczas I wojny światowej do Lipawy wkroczyły wojska niemieckie, prawosławną świątynię zaadaptowano na kościół protestancki, garnizonowy. W 1922 r. restytuowano parafię prawosławną. Od tego czasu cerkiew była nieprzerwanie czynna.
W 1993 r. budynek został obrabowany i podpalony, wskutek czego wiele zabytkowych ikon i naczyń liturgicznych zaginęło lub uległo zniszczeniu. Obiekt został odbudowany w poprzedniej postaci.
Cerkiew została zbudowana z drewna na kamiennym fundamencie. Wzniesiono ją w stylu eklektycznym, z wyraźnymi nawiązaniami do zachodniej architektury, które są wyraźne w konstrukcji i zwieńczeniu dzwonnicy.